# Juvanum
Iuvanum è un sito archeologico di epoca romana. Si trova nelle campagne di Montenerodomo, in provincia di Chieti. Vi si trovano un foro, un tempio e una basilica, resti di un insediamento romano successivo alla guerra sociale e probabilmente abitato inizialmente da iuvenes ("giovani") (da cui il nome). Il sito è aperto al pubblico e gestito dal comune di Montenerodomo.

## Storia[2]
Le origini di Juvanum sono da ascrivere al Liber Coloniarum dove viene elencato come Jobanos e forse Plinio afferma che Juvanenses è una derivazione di Lanuenses, tuttavia il nucleo originario si trova lungo l'odierna strada che da Montenerodomo porta a Torricella Peligna (verosimilmente il primo nucleo si trovava su una sorgente ove i pastori dediti alla transumanza facevano abbeverare le loro greggi. Nell'età repubblicana è da ricercare l'oppido preromano che si è sviluppato sulle colline limitrofe tutt'intorno. Già prima della guerra sociale risulta essere municipio romano. Il municipio comprendeva i seguenti paesi:
- Montenerodomo
- Torricella Peligna
- Taranta Peligna
- Palena
- Gessopalena

Un'iscrizione di Juvanum afferma che, un certo Poppedius fu "Patronus Munic(ipii) Iuvanens(is)". Il municipio fu iscritto alla tribù Arniensis e fu gestito da quattuomviri. Nel centro abitato vi erano dei seviri augustales e la divinità principale era Ercole, culto gestito dal collegium Herculaniorum (congregazione di pii ad Ercole). Nel 325 vennero restaurate le mura dal governatore provinciale Fabio Massimo il quale restaurò le mura e fece erigere il secretarium.

## Monumenti e luoghi d'interesse[2]

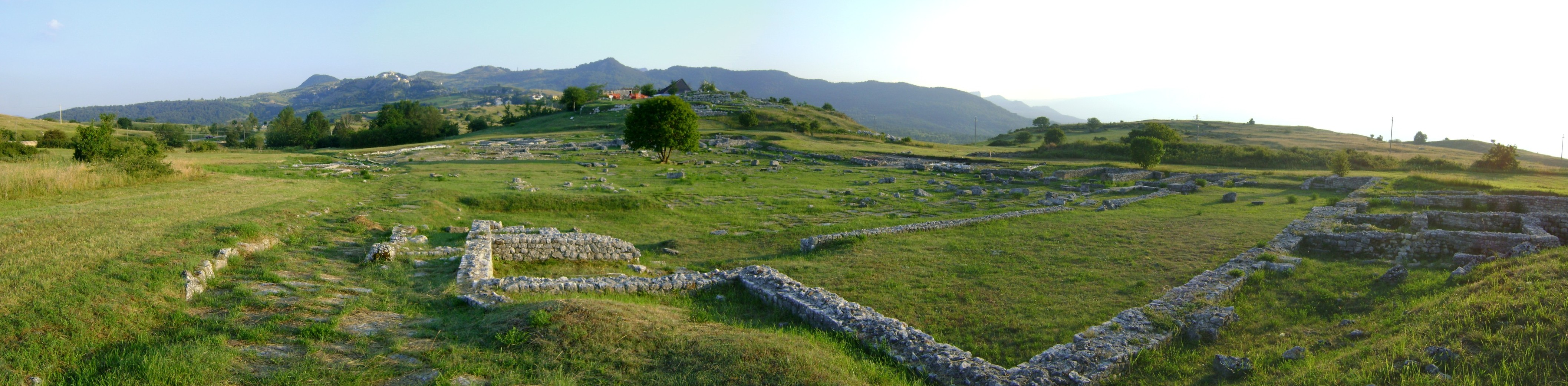
Juvanum: a destra la basilica, al centro il foro, a sinistra la via Orientale e sullo sfondo la collina dell'acropoli

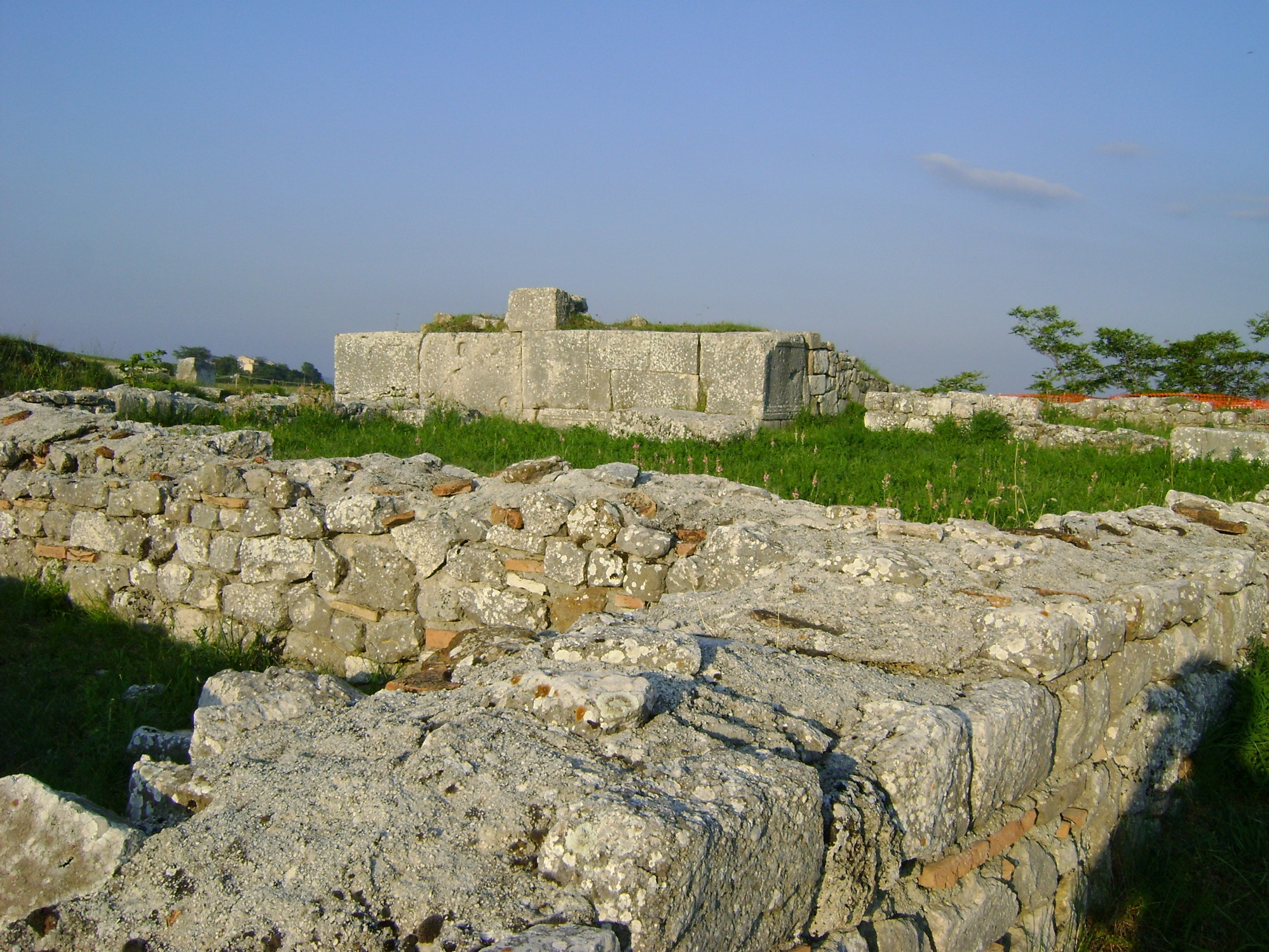
Il tempio maggiore

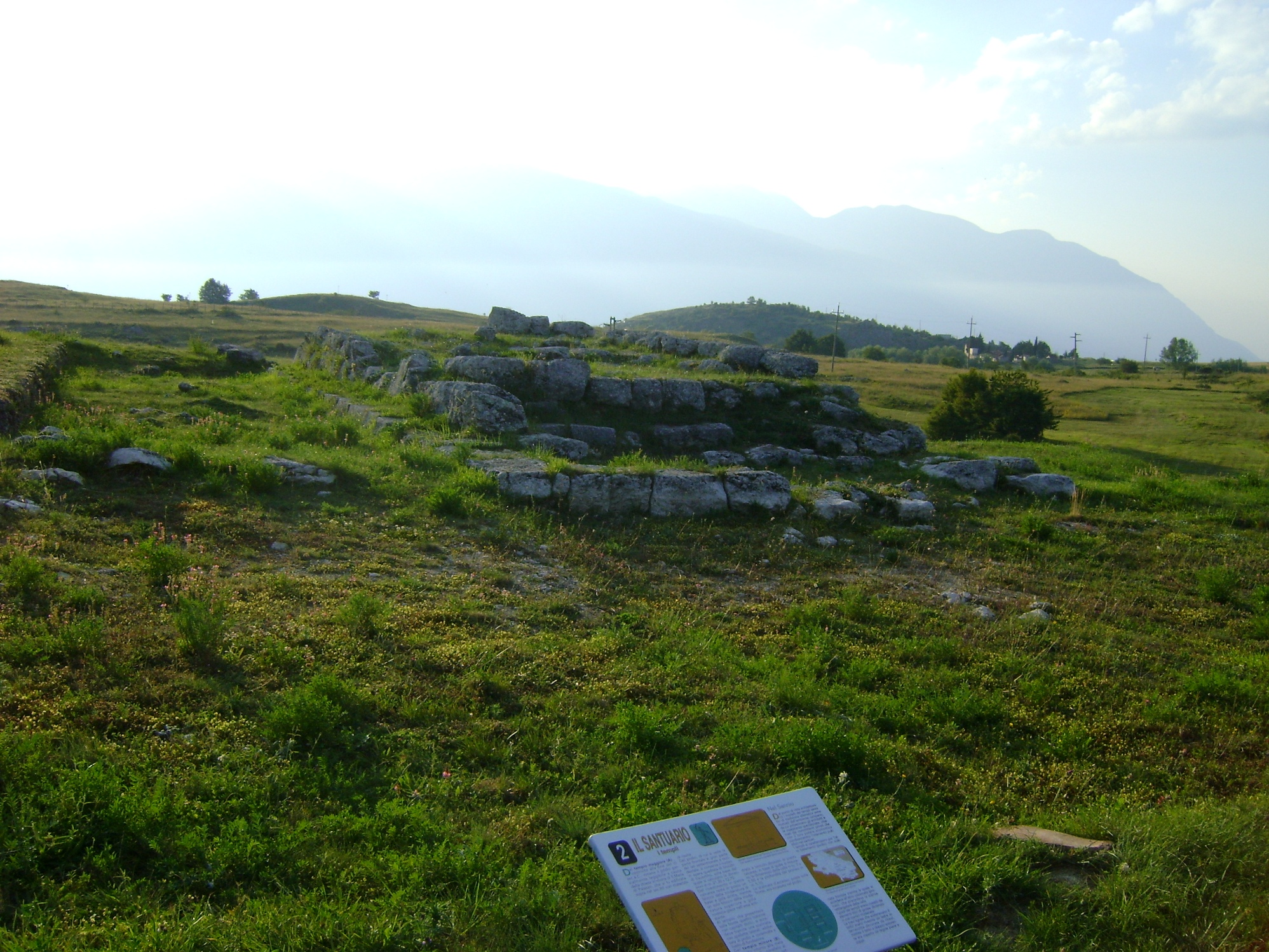
Il tempio minore

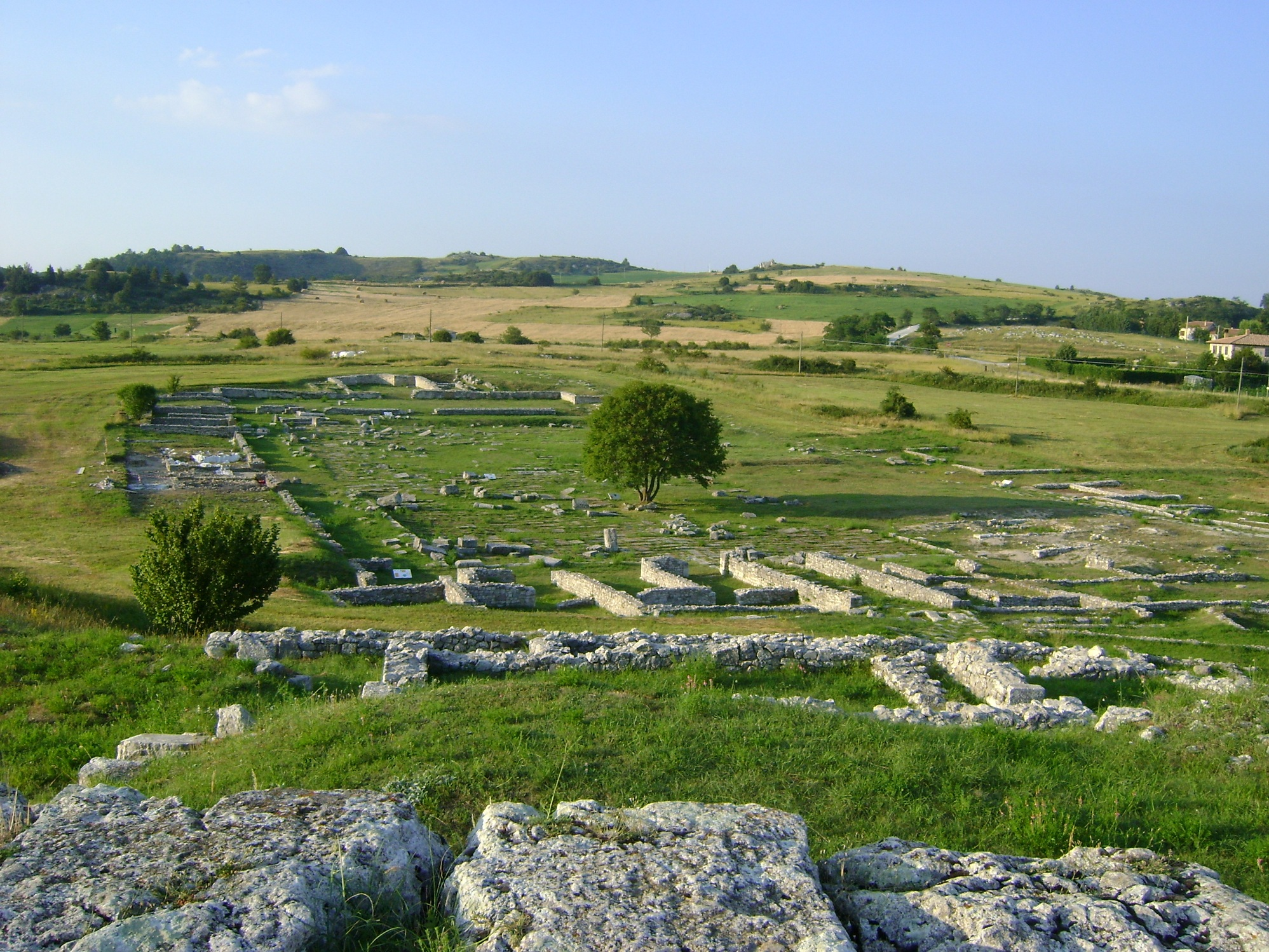
Veduta del foro dall'acropoli

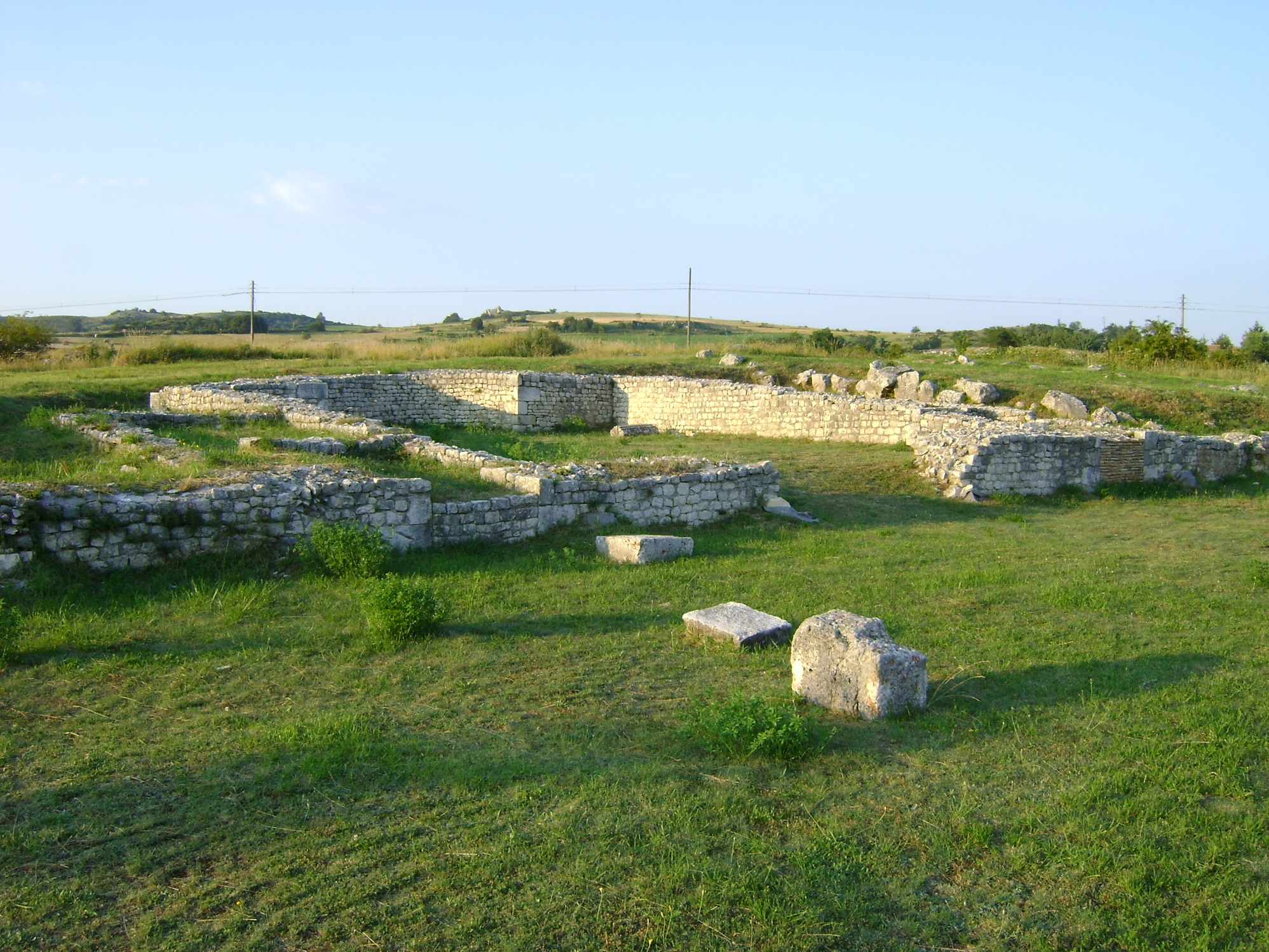
La basilica

- Le mura poligonali risalenti al III secolo a.C. erano atte a difendere un'area di culto forse dell'acqua.
- Il tempio costruito nel II secolo a.C. conserva delle tracce di antico podio con dei pezzi di travertino. Le misure del pavimento erano di 21,30 X 12,60 metri, mentre l'ingresso era di 9 x 2,6 metri (le misure sono congetture dato che sopra il tempio vi è stata eretta una chiesa medievale). Intorno al II secolo a.C. venne costruito un 2° tempio ad una distanza di 3,9 metri dal tempio precedente. Di questo tempio rimane solo il podio. Le epigrafi citano i culti di Eracle, Diana, Vittoria e Minerva. I due templi sono di influenza ellenistica importata da alcune maestranze campane e la diffondono in tutto il Sannio-Pentro tramite richiesta di alcuni committenti.

- Resti della cistercense Abbazia di Santa Maria in Palazzo. Oggi ne restano ruderi nella zona nord del sito presso la basilica romana, si legge l'impianto perimetrale rettangolare, con un piccolo nartece di ingresso, le basi delle colonne a divisione dell'interno in tre navate, e infine la piccola abside semicircolare.
- A sud-est della collina con l'acropoli è stata trovata la cavea del teatro risalente al II secolo a.C. di cui sono rimaste le prime 7 file di gradini costruito con delle pietre più piccole ai lati e più grandi al centro. La frons scenae è a tre nicchie. Il teatro non è in simmetria con i teatri sulla parte alta del sito.
- Il Foro a mo' di piazza con lastricato larga 27 x 62 metri. Alcuni lastroni del pavimento del foro recano delle incisioni. L'intera piazza del foro è circondata quasi per intero da portici che costeggiavano delle tabernae. Le colonne erano 8 x 18, mentre l'intercolumnio misurava 3,90 metri.
- Nella piazza vi erano anche delle statue come si può ipotizzare da alcuni basamenti ritrovati.
- La basilica era a pianta absidale e pavimento a lastre di marmo, vi si praticava un culto imperiale o sentenze di tribunale.
- A sud est del foro sono stati ritrovati alcuni vani:
  - il vano W aveva funzione, forse, di cucina, come pare attestare la presenza di un focolare al centro;
  - il vano B è una taberna di un medico dato il ritrovamento di attrezzi medici usati anche nel campo della cosmetica e farmaceutico;
  - il vano K probabilmente era la stanza di una ornatrix come paiono attestare oggetti ivi rinvenuti appartenenti al mundus muliebris celati da bipedali.
- A sud est del portico del foro, tra gli altri ambienti vi è la città giulio-claudia. Uno degli altri ambienti ha ridato alla luce una mola olearia utilizzata per il riempimento della pavimentazione.
- Alcuni ritrovamenti sotto la città romana fanno ipotizzare un antico insediamento rurale.
- Due delle vie di Juvanum vengono chiamate in modo fittizio, dato che non si conosce il loro nome reale, "Via del Foro" e "Via Orientale". Le due vie non sono strutturate con vie ortogonali e non attraversano il foro.
  - La Via del Foro era pavimentata con delle lastre a struttura regolare. La lunghezza della via era di 5,30 metri.
  - Della Via Orientale ne rimane un tracciato di 90 metri di lunghezza per 3 metri di larghezza. I lastroni di pavimentazione sono delimitati da argini.
- Varie ceramiche a patera del II e I secolo a.C., mentre tra il I secolo a.C. ed il I secolo d.C. vengono realizzate le coppe da mensa in sigillata italica liscia o con decorazioni di barbottine.
- Delle fibule ad arco semplice del tipo Aucissa. della fine del I secolo d.C.
- Una tomba di un bambino con due bronzetti raffiguranti Ercole recante una lamina d'argento con un'incisione riempita a niello.
- Delle statue di togati di cui uno con una bulla, forse raffigurante un membro della famiglia imperiale, un altro con una capea.
- Nel Museo archeologico di Juvanum sono conservate alcune suppellettili di Juvanum. È stato inaugurato nel 2006[4].

Nel Museo Archeologico Nazionale d'Abruzzo di Chieti vengono conservati frammenti architettonici di Juvanum.

## Economia
Varie botteghe e produzione di ceramica.

## Il museo
Sorge su di un'altura, ove probabilmente e verosimilmente vi era l'acropoli della città italica.
È stato inaugurato nel 2006.
Accoglie il materiale trovato durante gli scavi archeologici nella città italica e nei dintorni.
Il museo è suddiviso in quattro sezioni espositive:
- Intorno a Juvanum,
- Culti degli dei,
- La vita quotidiana,
- Il lapidario.[5]

### Il teatro

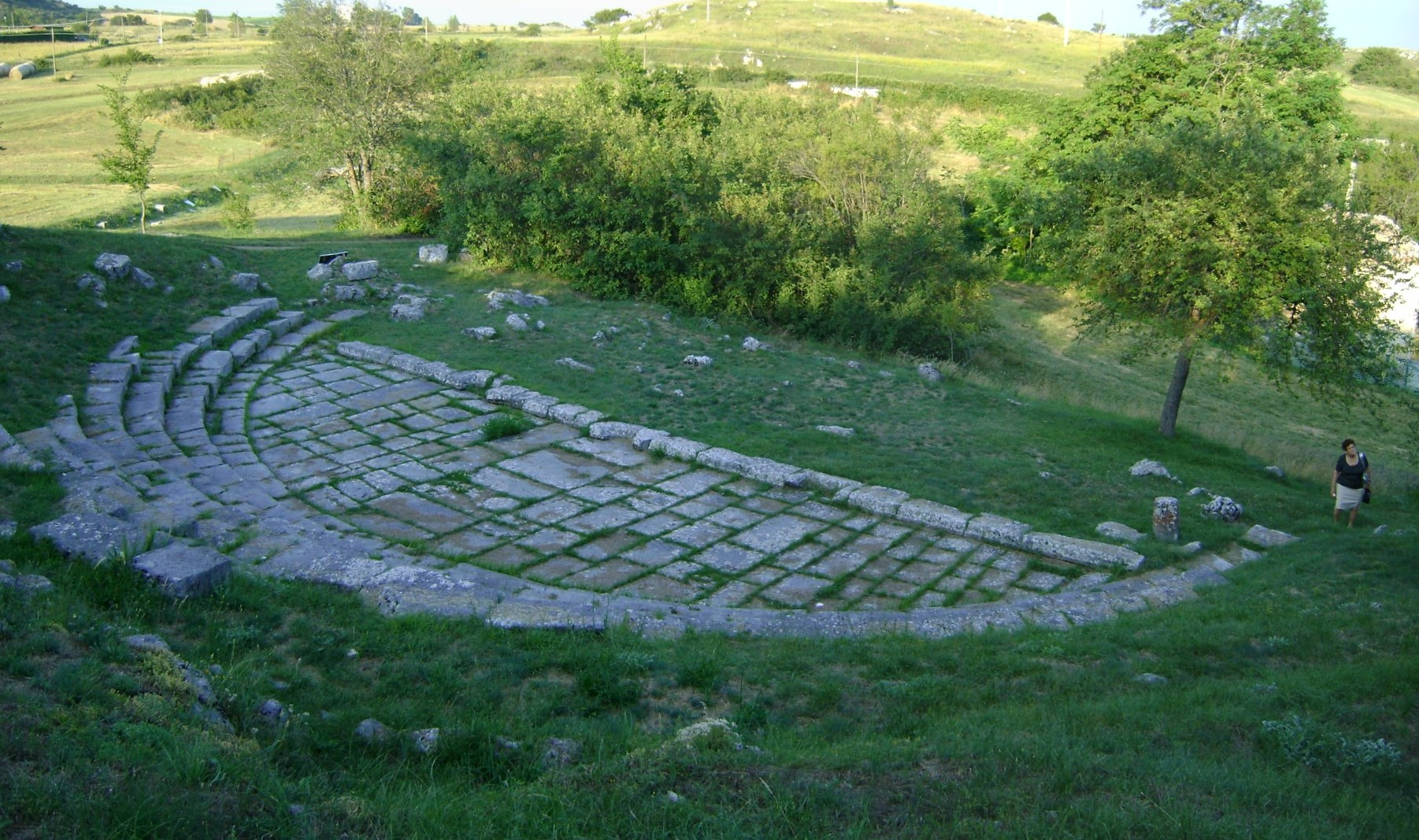
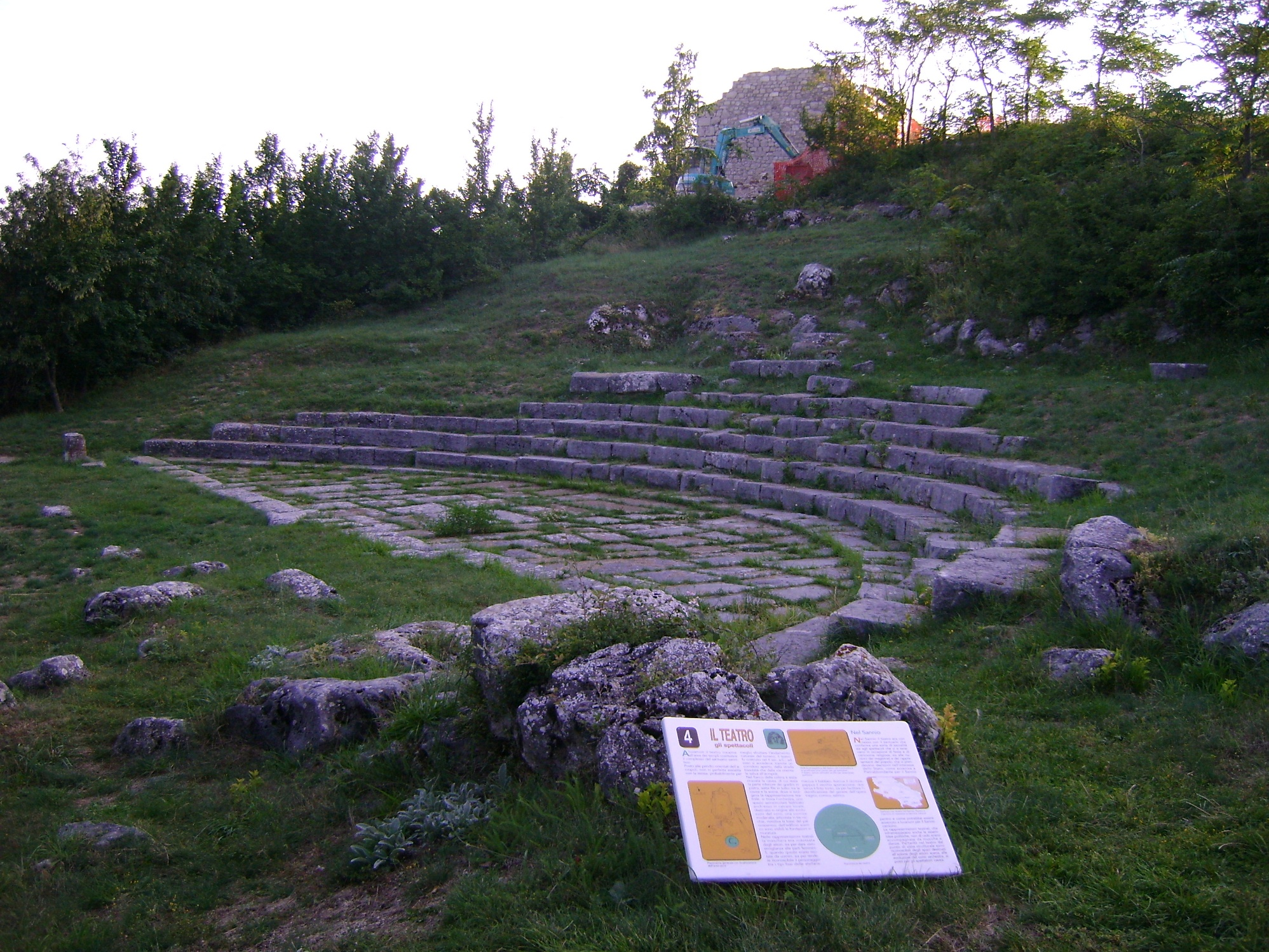
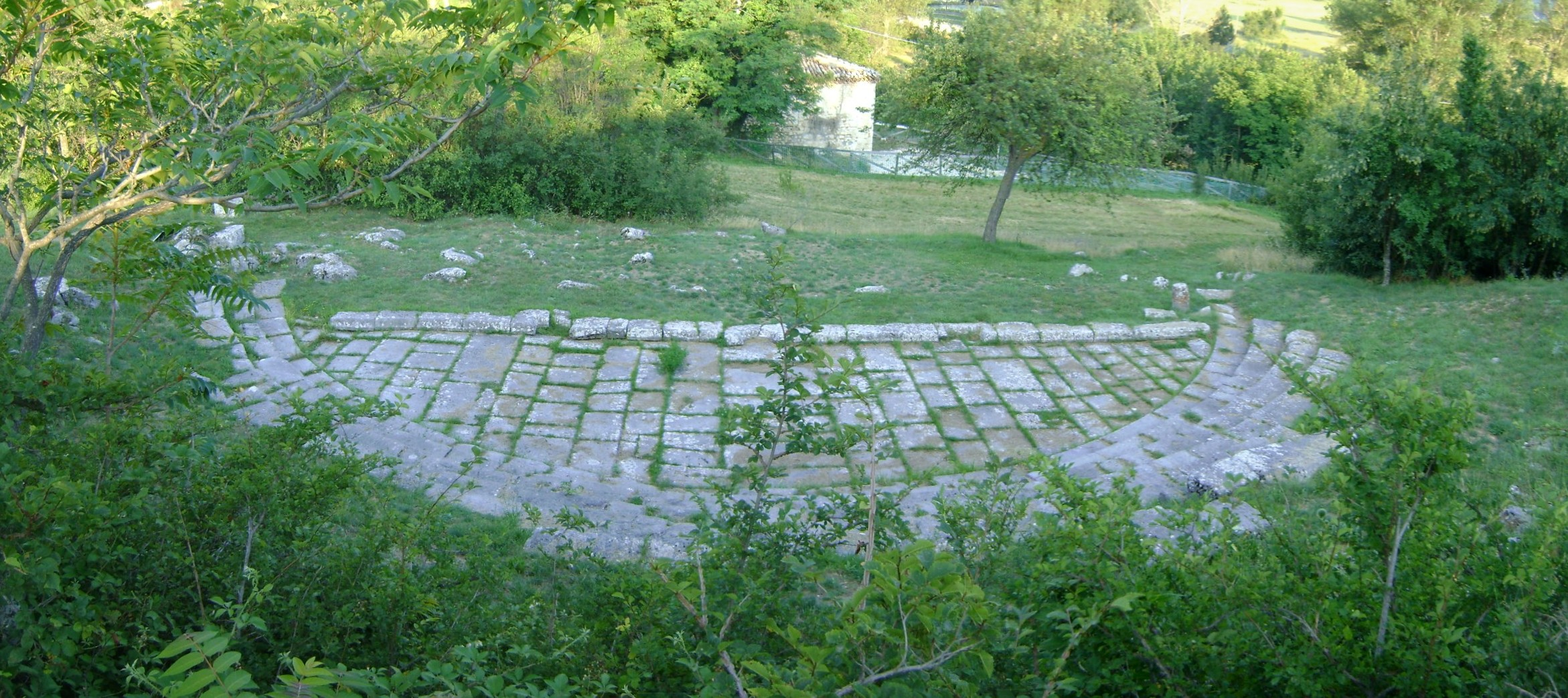

## Galleria d'immagini

### Le vie

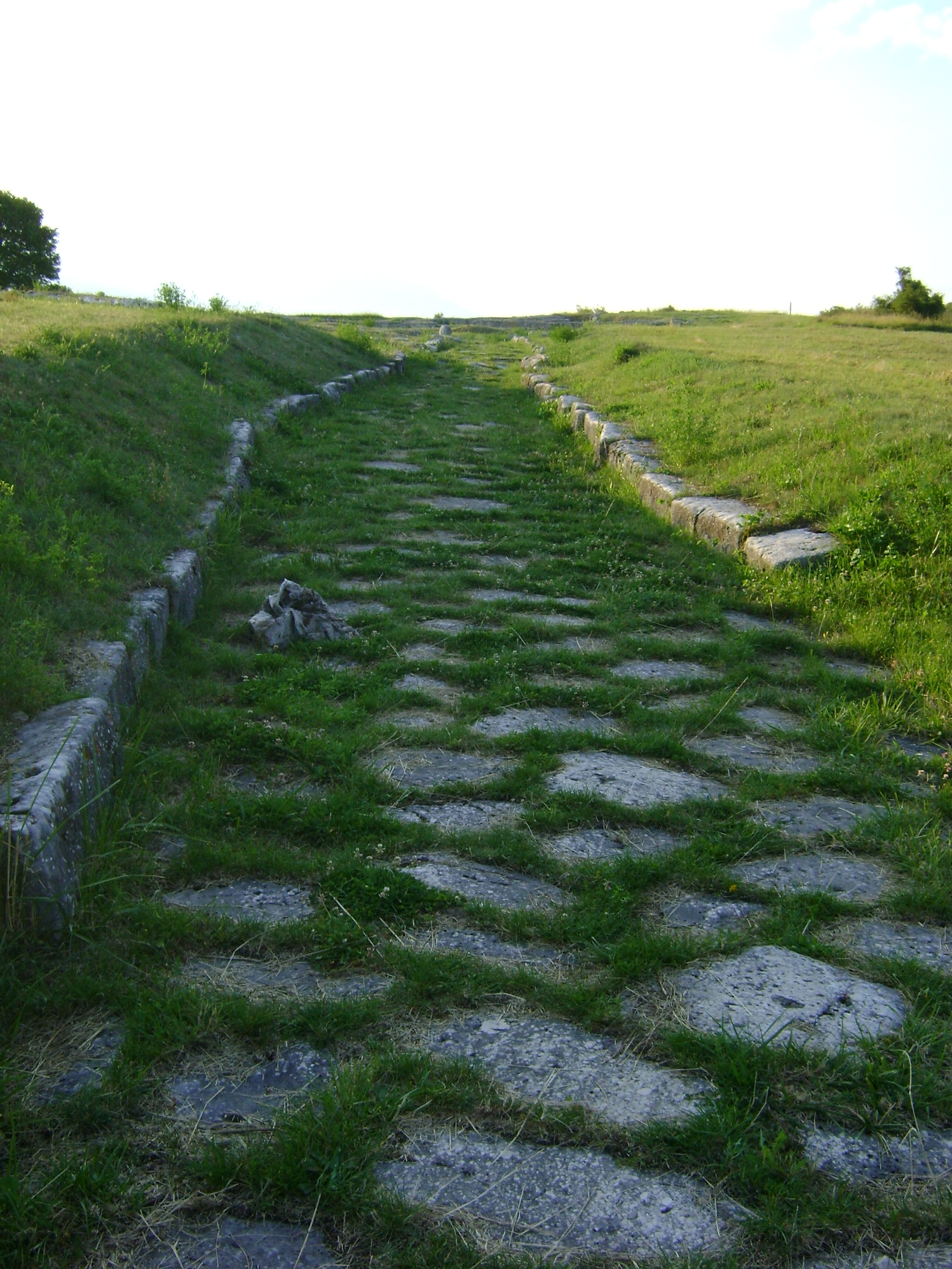
Via Orientale
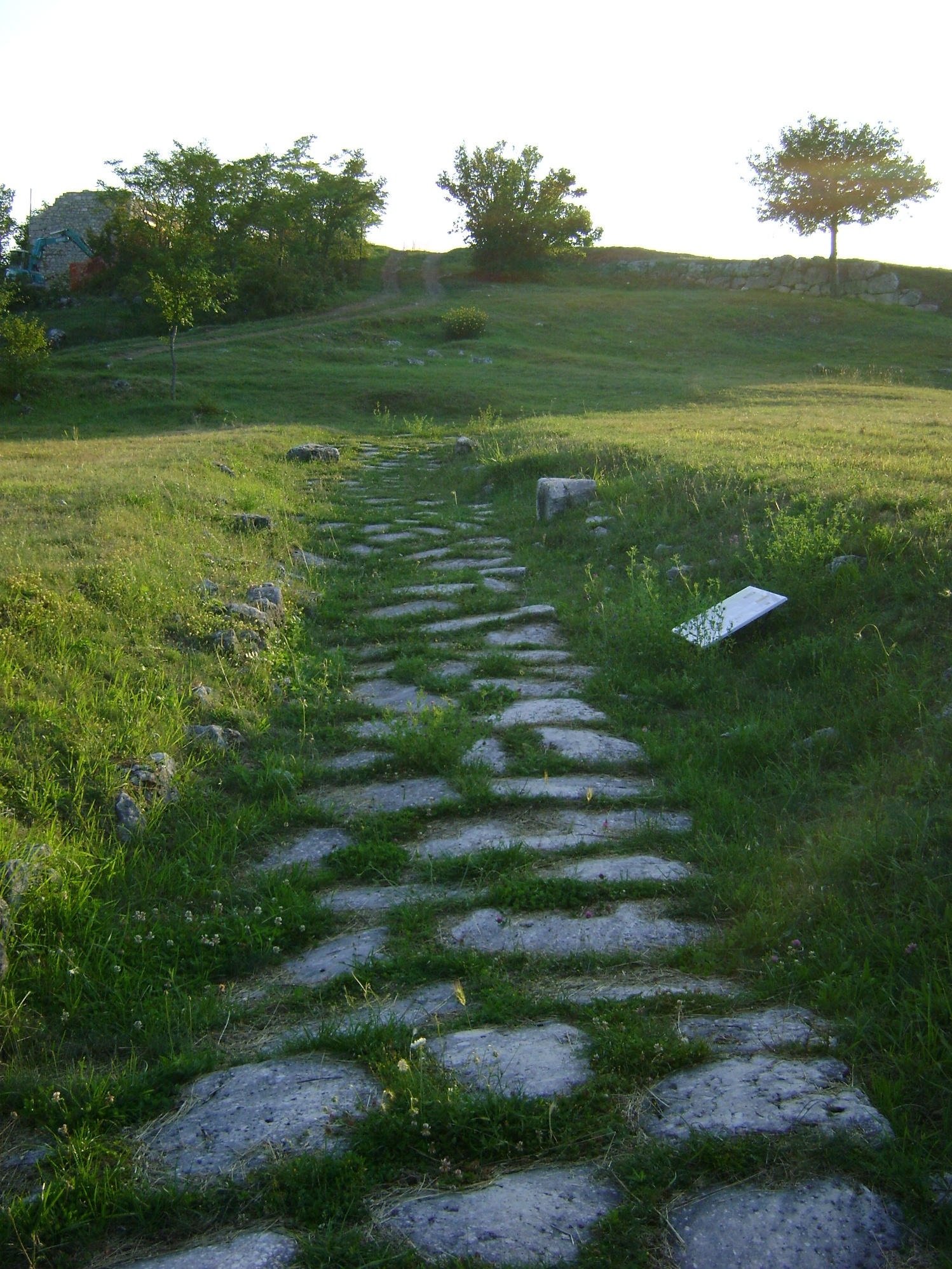
Via del Teatro
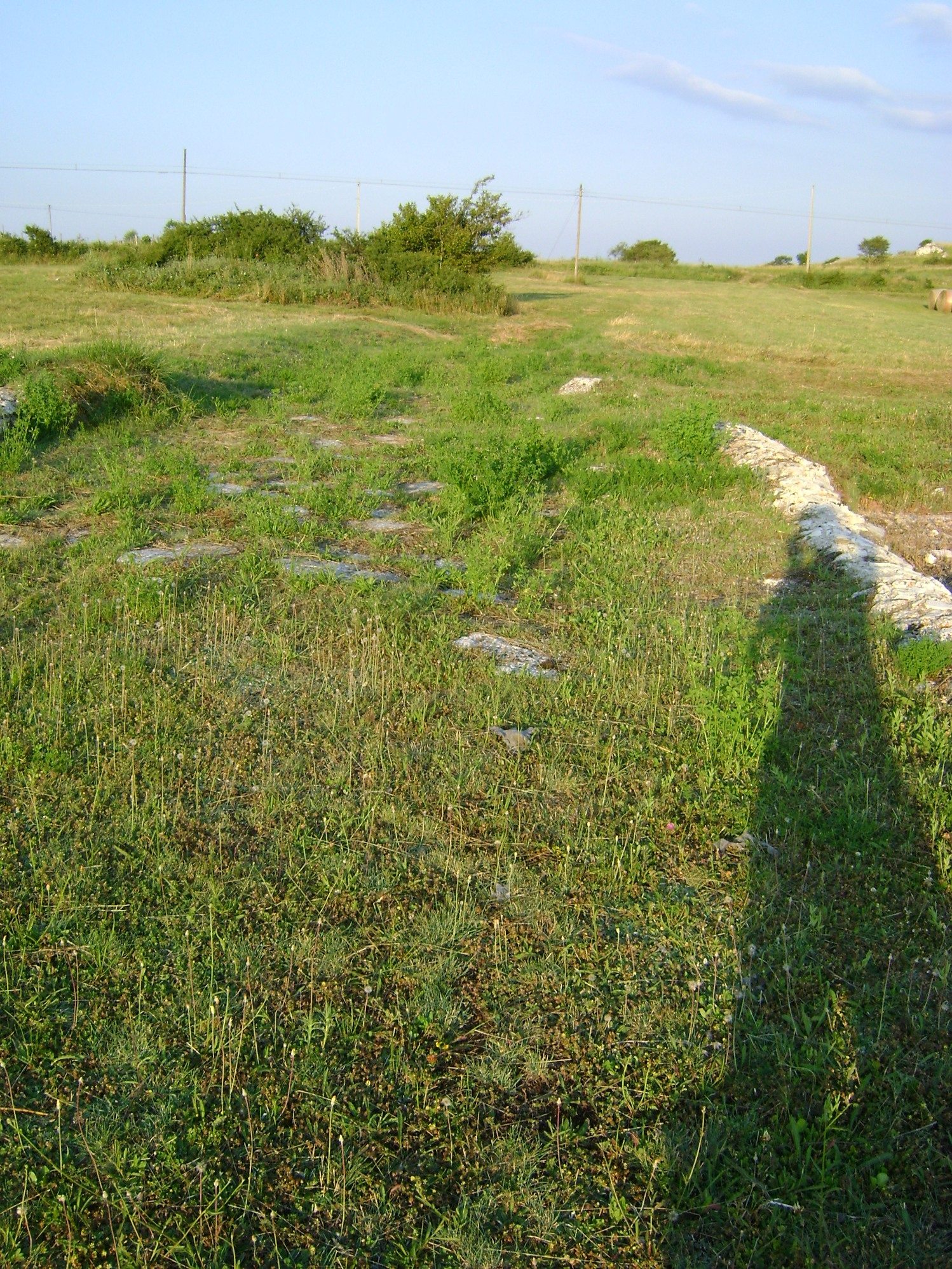
Via di Bacco

### Altro

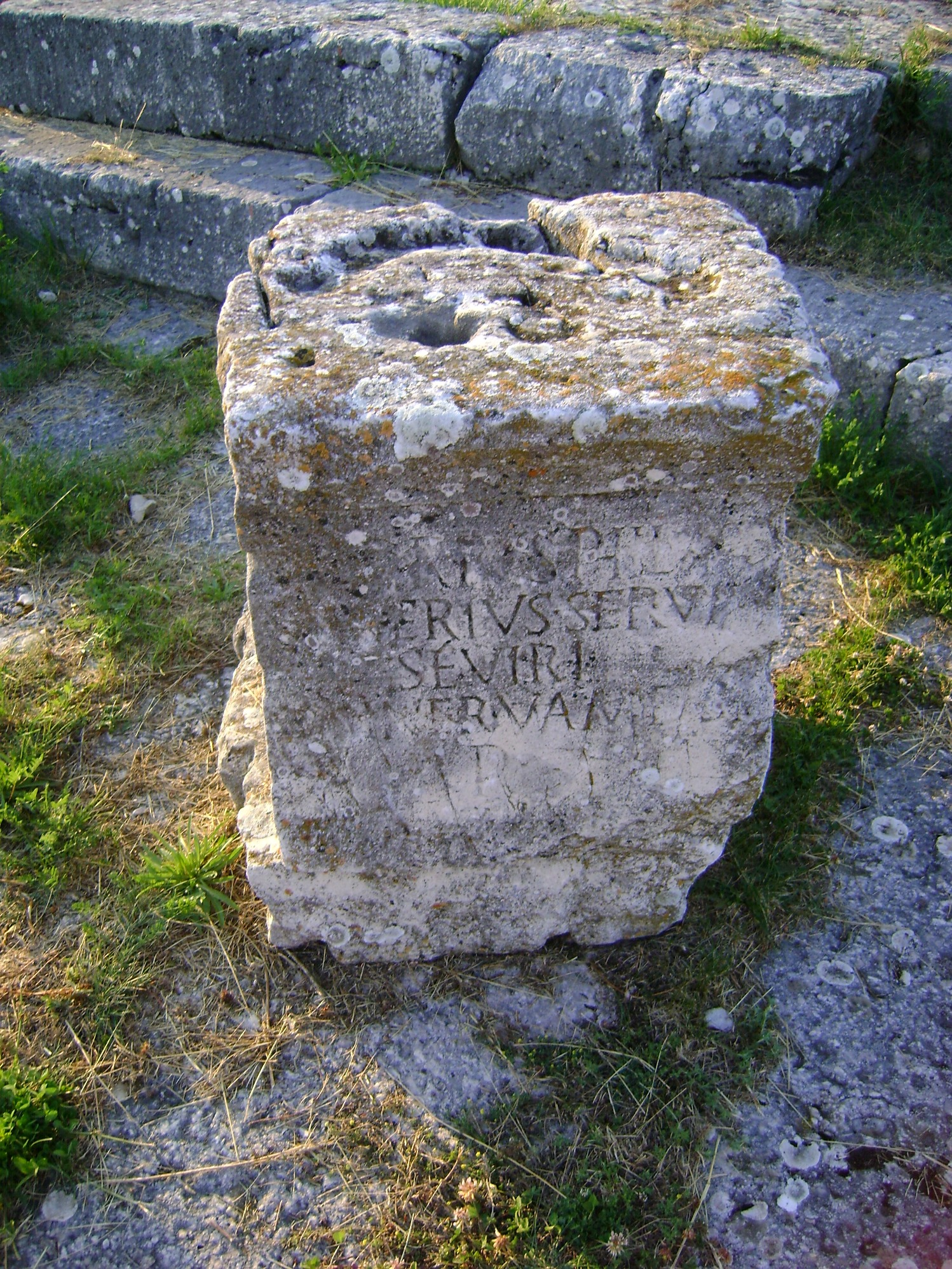
Un'iscrizione
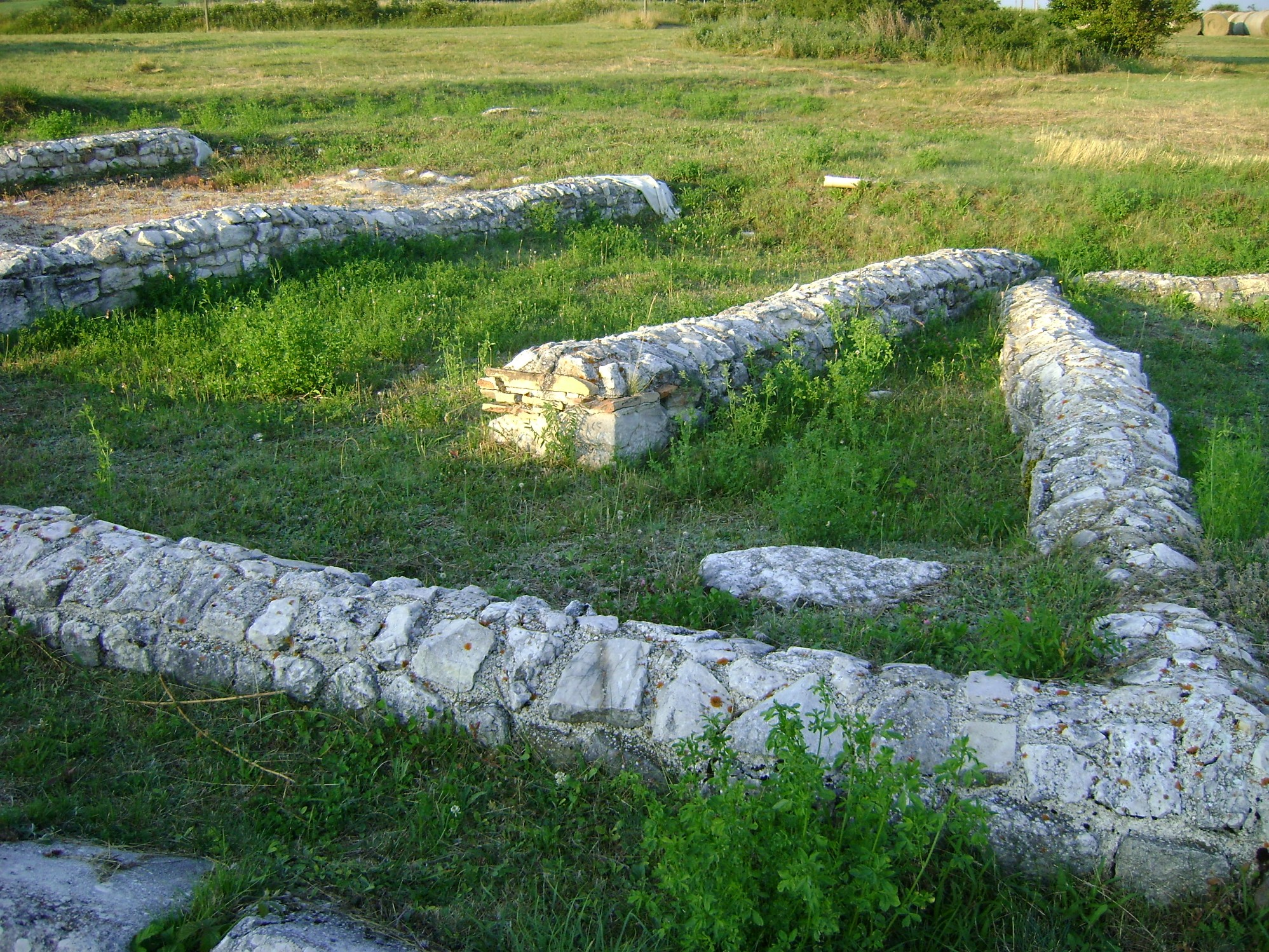
La casa di Bacco